# Westcott Clarke
Pour les articles homonymes, voir Clarke.
Westcott Clarke est un acteur américain de cinéma, né à Jersey City (New Jersey) le 27 septembre 1886 et décédé à Los Angeles (Californie) le 26 janvier 1959.

## Filmographie partielle
- 1922 : Le Détour (Saturday Night) de Cecil B. DeMille
- 1923 : Monte là-dessus ! (Safety Last!) de Fred C. Newmeyer et Sam Taylor
- 1929 : Le Procès de Mary Dugan (The Trial of Mary Dugan) de Ralph Bayard Veiller